# Fetra Ratsimiziva
Manantsara Fetra Nantenaina Ratsimiziva (Antananarivo, 5 de agosto de 1991) es un deportista malgache que compite en judo. Ganó una medalla en los Juegos Panafricanos de 2011, y dos medallas en el Campeonato Africano en los años 2011 y 2020.

## Palmarés internacional
| Juegos Panafricanos | Juegos Panafricanos       | Juegos Panafricanos | Juegos Panafricanos |
| Año                 | Lugar                     | Medalla             | Categoría           |
| ------------------- | ------------------------- | ------------------- | ------------------- |
| 2011                | Maputo (Mozambique)       | Medalla de bronce   | –81 kg              |
| Campeonato Africano |                           |                     |                     |
| Año                 | Lugar                     | Medalla             | Categoría           |
| 2011                | Dakar (Senegal)           | Medalla de plata    | –81 kg              |
| 2020                | Antananarivo (Madagascar) | Medalla de bronce   | –81 kg              |